# Federico Crescentini
Federico Crescentini (* 13. April 1982 in San Marino; † 15. Dezember 2006 in Acapulco, Mexiko) war ein san-marinesischer Fußballspieler auf der Position eines Verteidigers. Er war zuletzt für SP Tre Fiori und die San-marinesische Fußballnationalmannschaft aktiv.

## Karriere

### Verein
Crescentini begann seine Karriere in der Jugend des italienischen Vereins Piacenza Calcio. Er wechselte 2001 zum san-marinesischen Erstligisten SS Virtus, wo er sich jedoch nicht für das Meisterplayoff des Campionato Sammarinese qualifizieren konnte. Auch im Coppa Titano schied er mit der Mannschaft vorzeitig aus. Ein Jahr später qualifizierte er sich mit der Mannschaft für das Meisterplayoff, schied jedoch nach Niederlagen gegen SS Murata und AC Libertas in der zweiten Runde aus. Auch im Nationalen Pokal konnte er erneut keine Erfolge erzielen. 2003 verließ er San Marino und es folgten kurze Stationen in den unterklassigen Vereinen Virtus San Mauro Mare und Real Misano in Italien. 2005 kehrte er nach San Marino zurück und schloss sich den Verein SP Tre Fiori in der Gemeinde Fiorentino an. Für den Verein blieb er bis zu seinen frühen Tod im Dezember 2006 aktiv.

### Nationalmannschaft
Sein Debüt für die San-marinesische Fußballnationalmannschaft gab Crescentini am 21. Mai 2002 im Freundschaftsspiel gegen die Auswahl von Estland. Er nahm an Qualifikationsspielen zur Fußball-Weltmeisterschaft 2006 und der Europameisterschaft 2008 teil, konnte jedoch keine nennenswerten Erfolge erzielen. Seinen letzten Einsatz im Trikot der Nationalelf absolvierte Crescentini einen Monat vor seinem Tod, am 15. November 2006 gegen die Mannschaft der Republik Irland. Sein Onkel Giorgio Crescentini ist der Präsident des san-marinesischen Fußballverbandes (FSGC).

### Tod
Im Alter von 24 Jahren ertrank Crescentini beim Tauchurlaub im mexikanischen Acapulco. Beim geglückten Versuch, seine Freundin vor dem Ertrinken zu retten, wurde er selbst abgetrieben und erst später tot geborgen. Er wurde posthum mit dem Ritterorden von San Marino, dem höchsten zivilen und militärischen Orden in San Marino, ausgezeichnet. In einer Rede zum Tod von Crescentini sagte Fiorenzo Stolfi, Staatssekretär für Außenpolitische Angelegenheiten und Minister für Wirtschaftsplanung in San Marino:

„Una giovane e bellissima vita che ha dato a tutti noi molto. Il suo sacrificio, la sua generosità sono un esempio per le giovani generazioni“

„Ein kurzes und schönes Leben, welches uns allen viel gegeben hat. Seine Opferbereitschaft, sein Mut sind ein Vorbild für die junge Generation.“

Seit 2008 trägt das Stadion „Campo Sportivo di Fiorentino“, die Heimstätte der san-marinesischen Vereine FC Fiorentino und SP Tre Fiori, seinen Namen.